# V16

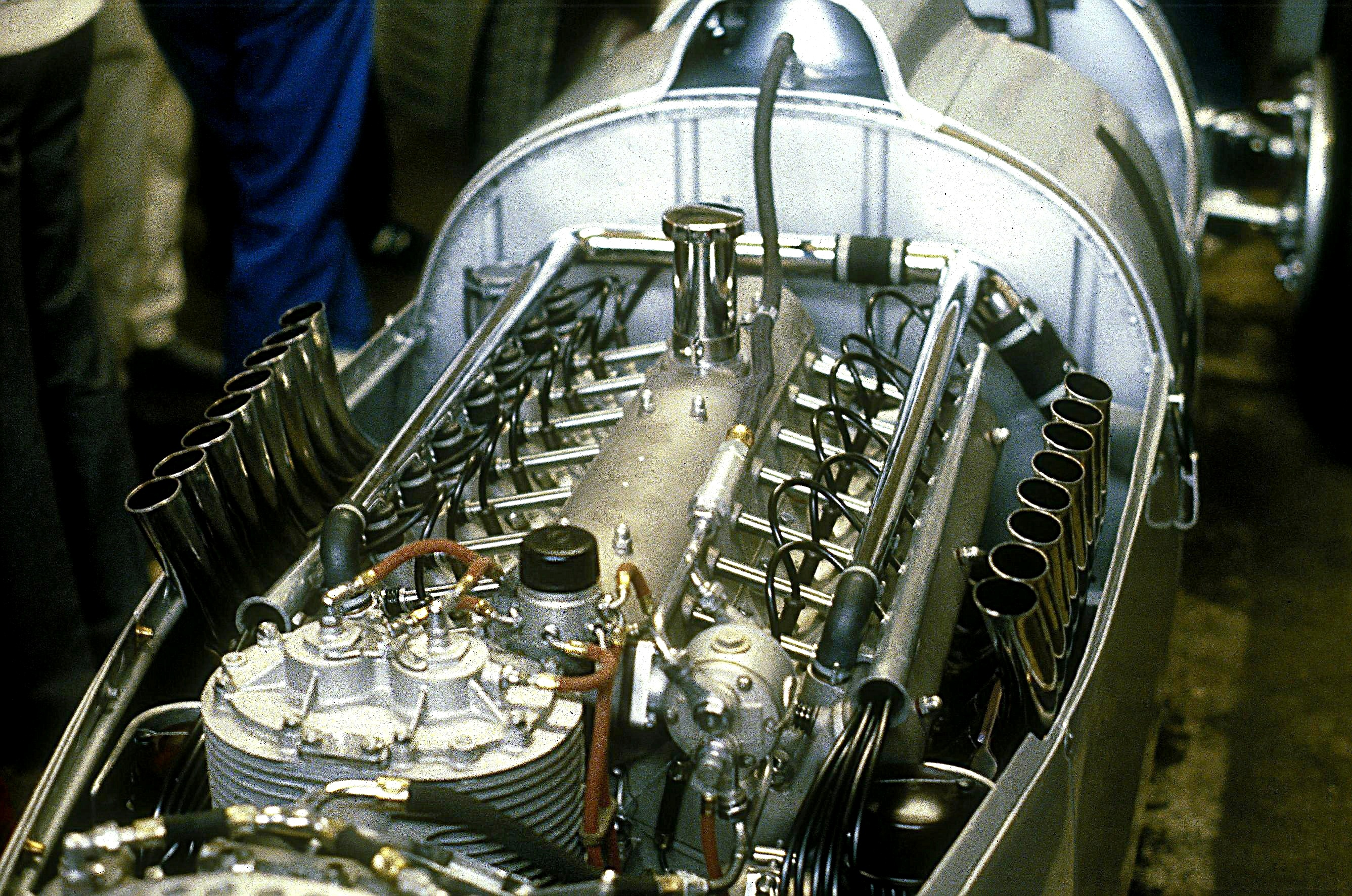
Jednostka V16

V16 – oznaczenie silnika widlastego składającego się z 16 cylindrów. Jest idealnie wyważony podobnie jak V12. Jego największą wadą jest ogromne spalanie nawet w porównaniu z silnikami V12 i skomplikowana budowa jak i serwis. W historii powojennej motoryzacji tylko 4 auta zaopatrzone były w tego rodzaju silnik. Jako pierwsze w XX wieku tego wyzwania podjęło się BMW. 8 lipca 1987 zaczęto konstruować ten "specjalny silnik" pod kryptonimem GOLDFISCH 1991, w 1991 roku Cizeta Moroder V16T i w 1995 Jimenez Novia. Prototypy Rolls-Royce'a i Cadillac Sixteen nigdy nie weszły do seryjnej produkcji.

## Przykładowe Seryjne
• Jimenez Novia
• Cizeta Moroder V16T
Był stosowany do napędu lokomotyw, w tym polskiej lokomotywy SP47.